# Канкан в Англійському парку
«Канкан в Англійському парку» (рос. «Канкан в Английском парке») — радянський художній фільм Валеріана Підпалого 1984 року, за мотивами роману Ростислава Самбука «Гіркий дим».

## Сюжет
Молодий український поет і розвідник приїжджає по туристичній путівці в Мюнхен. Зовні піддавшись на вмовляння свого брата, власника кількох ресторанів, він стає «неповерненцем», поступає на службу в радіоцентр «Свобода», будівля якого знаходиться на території Англійського парку Мюнхена, і тепер має чудову нагоду працювати на КДБ під начальством офіцерів ЦРУ…

## У ролях
- Тимофій Співак —  Максим Рутковський
- Мілена Тонтегоде —  Тереза 
- Олександр Вокач —  Зубко
- Євгенія Ханаєва —  Валерія Сопеляк
- Гліб Стриженов —  Едуард Сопеляк
- Олександр Пороховщиков —  Юрій Синишин
- Улдіс Думпіс —  Генріх Мартинець
- Петеріс Гаудіньш —  Микола Мартинець
- Юрій Шерстньов —  Влас
- Едуард Марцевич —  Лодзь, шеф СБ Радіо «Свобода»
- Валентин Нікулін —  Родіонов
- Юрій Мажуга —  священик Іван Качур
- Ростислав Янковський —  професор Даниїл Робак
- Сергій Полежаєв —  гість на прийомі
- Юрій Муравицький —  Сава

## Знімальна група
- Режисер-постановник: Валеріан Підпалий
- Сценаристи: Валеріан Підпалий,  Ростислав Самбук
- Оператор-постановник:  Вадим Верещак
- Художник-постановник: Анатолій Добролежа
- Композитор: В'ячеслав Назаров
- Звукооператор: Ю. Каменський
- Режисери: Олег Ленціус, С. Дашевський
- Оператори: Олексій Золотарьов, Г. Красноус
- Редактор: В. Перегуда
- Режисер монтажу: Єлизавета Рибак
- Художник по костюмах: Сталіна Рудько
- Художник по гриму: Алла Чуря
- Художники-декоратори: Микола Поштаренко, Валерій Cофронов
- Асистенти режисера: Світлана Ільїнська, І. Широкий
- Комбіновані зйомки: оператор — Валентин Симоненко, художник — А. Зарецький
- Каскадери: Віктор Андрієнко, С. Григор'єв, О. Федулов
- Інструментальна група «Сінтез»
- Директор картини: Ростислав Тишковець